# Lieja-Bastogne-Lieja 1982
La Lieja-Bastogne-Lieja 1982 fou la 68a edició de la clàssica ciclista Lieja-Bastogne-Lieja. La cursa es va disputar el diumenge 11 d'abril de 1982, sobre un recorregut de 244,7 km.
El vencedor final fou l'italià Silvano Contini, per davant d'Alfons De Wolf i Stefan Mutter.

## Classificació general
|    | Ciclista            | Equip                  | Temps      |
| -- | ------------------- | ---------------------- | ---------- |
| 1  | Silvano Contini     | Bianchi-Piaggio        | 6h 56' 00" |
| 2  | Alfons De Wolf      | Vermeer Thijs          | m. t.      |
| 3  | Stefan Mutter       | Puch-Eurotex           | m. t.      |
| 4  | Claude Criquielion  | Splendor-Wickes        | m. t.      |
| 5  | Tommy Prim          | Bianchi-Piaggio        | + 24"      |
| 6  | Johan van der Velde | TI Raleigh-Campagnolo  | m. t.      |
| 7  | Roger De Vlaeminck  | Daf Trucks-TeVe Blad   | m. t.      |
| 8  | Jean-Marie Grezet   | Cilo-Aufina            | m. t.      |
| 9  | Stephen Roche       | Peugeot-Shell-Michelin | m. t.      |
| 10 | Sean Kelly          | Sem-France Loire       | m. t.      |